# Ciclopía
La ciclopía (ojo único) es un término fundamentado en una raza mítica de gigantes de Sicilia.
Estos defectos obedecen a la pérdida de tejido de la línea media en el periodo que va desde los 19 hasta los 21 días de gestación.
Su incidencia es de 1 por cada 16.000 nacimientos de animales, y 1 de cada 200 abortos espontáneos en humanos. 
En algunos casos menos graves de holoprosencefalia, la alteración facial que puede evidenciarse por ecografía es la presencia de un hipotelorismo (disminución de la distancia interorbitaria).
Los defectos de fusión durante la formación de los ojos varían desde parcial (sinoftalmia, dioftalmia) a completa (monoftalmia).
Ante el diagnóstico de una alteración de estructuras de la línea media facial, deben descartarse todos los tipos de holoprosencefalia, así como, las alteraciones del cariotipo fetal, especialmente trisomía 13.

## Descripción
Frecuentemente, en lugar de dos ojos, los bebés que nacen con ciclopía tienen un solo ojo casi en el medio de la cara (recordando la apariencia del mítico cíclope) y una nariz disfuncional, con ejemplos que varían desde algunas poco desarrolladas hasta otras donde prácticamente están ausentes, y puede estar ubicada por encima del ojo, en lugar de por debajo de él. En algunos casos es reemplazada por una probóscide, una anomalía en forma de tubo alargado sin orificio de salida comúnmente localizada en la mitad del rostro, dicha malformación es estudiada por la teratología. Muchos de los embriones mueren por abortos naturales o semanas antes del parto. No obstante, la mayoría de los bebés con ciclopía que logran sobrevivir al parto presentan otros defectos graves que harían difícil su supervivencia, incluyendo graves malformaciones en el corazón.
Algunos casos extremos de ciclopía se han documentado en animales de granja (caballos, ovejas, cerdos, vacas y pollos). En tales casos, la nariz y la boca no lograron formarse, o la nariz crece desde el paladar obstruyendo el flujo de aire, lo que resulta en la asfixia del animal poco después del nacimiento.
Ya que la ciclopía es extremadamente rara, varios bebés humanos cíclopes se conservan en museos médicos (por ejemplo, el Museo Vrolik, en Ámsterdam y en el Museo del Hombre, en Bogotá).

## Causas
Problemas genéticos o toxinas pueden causar anomalías en el proceso de división del procencéfalo durante la fase embrionaria. Una posible causa de ciclopía es una toxina que se encuentra en la planta Veratrum californicum. Esta se puede confundir con otras del género Helleborus, a la que está relacionada. El eléboro es un tratamiento a base de hierbas comunes para el malestar leve en los primeros meses de embarazo.

## Casos notables
- Una descripción británica de 1665 acerca de un potro que aparentemente sufría de ciclopía dice:

En primer lugar, no había ningún signo de ninguna nariz en el lugar habitual, ni había ninguna, en cualquier otro lugar de la cabeza, a menos que la doble bolsa que surgía de en medio de la frente, fuera algún rudimento de ella. A continuación, los dos ojos estaban unidos en un único ojo doble que estaba ubicado justo en el medio de la frente.

- El 1 de marzo de 1793, una mujer de 46 años en Boalts Torp, Glimåkra, Suecia, dio a luz a un niño con ciclopía que murió después de 2 horas. El niño tenía 35 cm de largo, su cara carecía de nariz, el ojo no tenía ni párpado ni ceja y se encontraba en el medio de la frente, teniendo un parecido a un arándano grande. Las muñecas estaban un poco torcidas, así como el pie derecho, que estaba completamente torcido y doblado hacia el interior. No estaba claro si era un niño o una niña, pero se cree que era lo primero.
- Desde 2005 hasta 2006, se reportaron 4 casos de ciclopía en Calí, Colombia. Esto se registró en un periodo de 170 días, en el cual hubo 3594 nacimientos, lo que correspondería a una prevalencia de 1.11 casos por 1000 nacimientos para este período, que es 50 veces lo reportado en la literatura. Caso 1: Se presenta un recién nacido (RN) con ciclopía, producto de un embarazo de una madre de 35 años, con 5 gestaciones, 2 partos, 1 cesárea y 1 aborto. La madre realizó un solo control prenatal y se realizaron cuatro ecografías. Las dos primeras, a las 21 y 23 semanas, fueron reportadas dentro de límites normales; sin embargo, en la tercera ecografía se observó holoprosencefalia alobar, lo que llevó a solicitar una ecografía de detalle anatómico. El resultado fue un RN muerto, y la autopsia mostró un único lóbulo cerebral, un ventrículo, una órbita, un globo ocular con un cristalino, y no se encontró nariz.  Caso 2: En este caso, se presenta un RN con ciclopía, producto de un embarazo de una madre de 30 años, con 3 gestaciones, 1 parto y 1 aborto. La madre realizó controles prenatales regulares y se realizaron ecografías que mostraron holoprosencefalia alobar. Al nacer, el RN fue encontrado muerto. La autopsia reveló un único lóbulo cerebral, un ventrículo, dos órbitas parcialmente fusionadas, un globo ocular con un cristalino y un nervio óptico. No se encontró nariz.  Caso 3: Este caso involucra a un RN con ciclopía, producto de un embarazo de una madre de 28 años, con 2 gestaciones y 1 parto. La madre tuvo un control prenatal adecuado, con ecografías que mostraron anomalías. Al nacer, el RN fue encontrado muerto. La autopsia mostró características similares a los casos anteriores, con un único lóbulo cerebral y ausencia de nariz.  Caso 4: Se presenta un RN con ciclopía, producto de un embarazo de una madre de 32 años, con 4 gestaciones, 2 partos y 1 aborto. La madre realizó controles prenatales, pero con limitaciones en la detección de anomalías. Al nacer, el RN fue encontrado muerto. La autopsia mostró un único lóbulo cerebral, un ventrículo, y características similares a los otros casos.[5]

- El 28 de diciembre de 2005, un gato con ciclopía, llamado "Cy", nació en Redmond, Oregón, Estados Unidos, y murió aproximadamente un día después de su nacimiento.[6]

- En 2006, nació una niña en la India con ciclopía. Su único ojo estaba en el centro de su frente, no tenía nariz y su cerebro estaba fundido en un solo hemisferio. La niña murió un día después de su nacimiento.[7]

- En 2011, un feto de un tiburón cíclope fue descubierto dentro del cuerpo de un tiburón hembra atrapado en México, sin nariz discernible y con un ojo gigante. El feto no nacido fue entregado para estudios médicos.[8]

- El 10 de octubre de 2012, nació un pequeño gato con un único ojo en el centro de la frente y que carecía de nariz. El pequeño gato murió poco después de su nacimiento. Fue apodado Cleyed el Cíclope.[9]

- El 10 de mayo de 2017 en Assam, India nació una cabra negra con un único ojo central y otras anormalidades faciales propias de la ciclopía. Se informó que continuaba viva una semana después, lo que es un tiempo de supervivencia excepcional con esta malformación.[10]
- El 10 de octubre del 2020, un nuevo tiburón cíclope albino fue encontrado en las costas de Indonesia.

- El 6 de febrero del 2021 en Filipinas nace un cachorro con un solo ojo y 2 lenguas que murió unas horas después de su nacimiento.

- El 3 de febrero de 2025, un bebé nacido en el Hospital Municipal de Vicente Noble en Barahona, República Dominicana, presentó ciclopía, con un único ojo en el centro de su rostro y una protuberancia en la frente. El niño, hijo de una madre haitiana de 34 años, falleció poco después del parto.[11]